# Gnathia phallonajopsis
Gnathia phallonajopsis es una especie de crustáceo isópodo de la familia Gnathiidae.

## Distribución geográfica
Se distribuye por el mar Mediterráneo.